# 辣木属
辣木属（學名：[Moringa] 错误：{{Lang}}：文本有斜体标记（帮助））是辣木科（Moringaceae）的唯一一属，属真双子叶植物十字花目，原產於印度，又稱為鼓槌樹，是多年生熱帶落葉喬木，全世界約有14個品種，主要分布在非洲以及亚洲西部和南部(如菲律賓，印尼等)，美國的夏威夷州亦有種植。最主要的品種是原生于印度南部的辣木和原生于非洲的Moringa stenopetala，辣木科的拉丁语名称就源自泰米尔語。

## 形態
本科植物都是乔木，辣木樹齡約可達20年，樹高可達7～12公尺（但可修剪成1至1.5公尺，以利家用式盆栽的栽種），樹幹直徑可達20～40公分，樹皮為軟木質，根有辛辣味，枝梢頂部交織形成2～3排羽狀複葉。叶：羽状复叶互生，小叶卵形，全缘；托叶缺或有叶柄和小叶基部有腺体；花白色或红色，两性，两侧对称，花萼杯状，5裂，花瓣5枚，不相等，下部的外弯，上部一枚直立；果实果是长蒴果；种子有翅。

## 用途

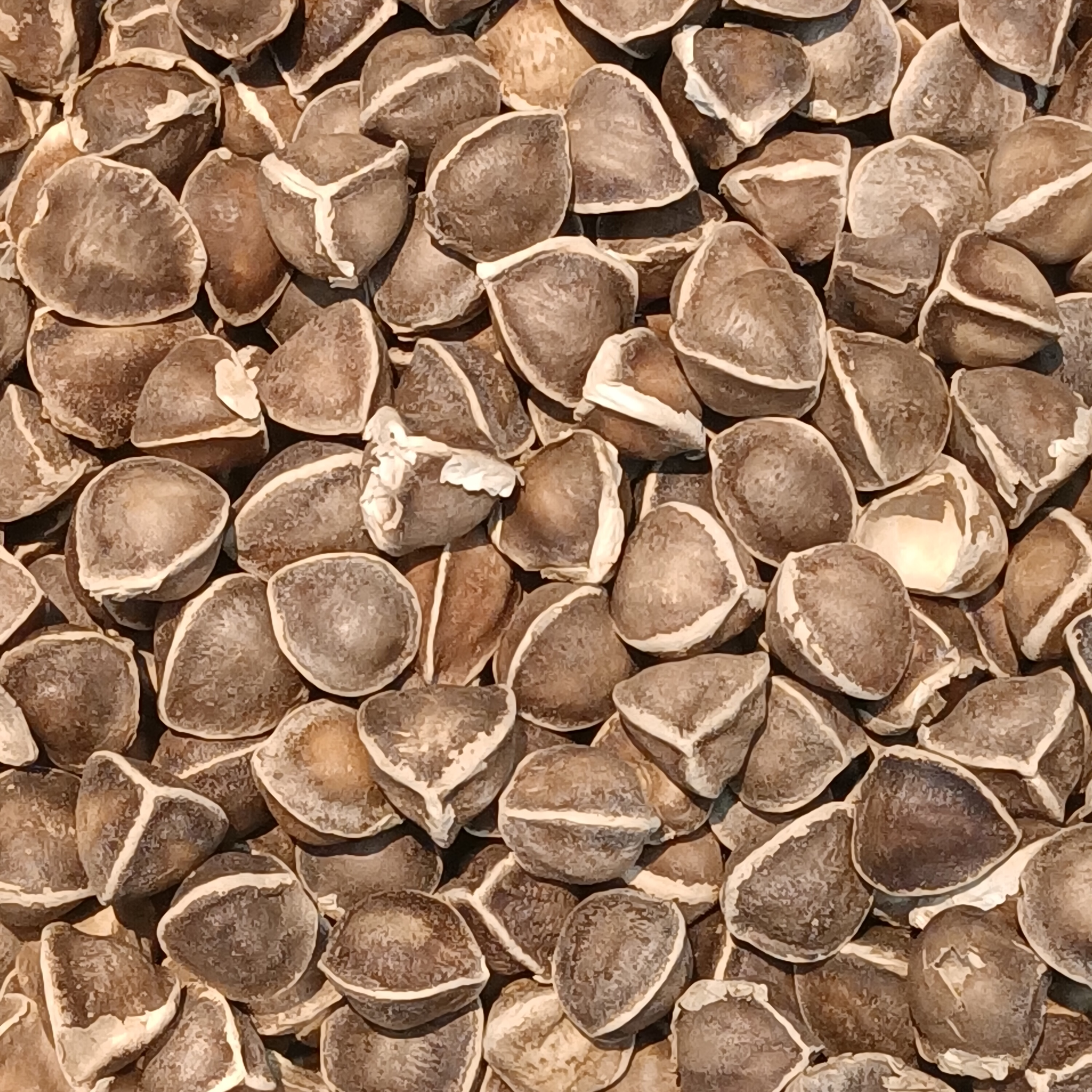
药用辣木籽

辣木的根有辣味，可以食用；幼果和葉也可以食用；花和树皮可供药用；其種子就是從2016年夏季開始在坊間廣為吹捧的辣木籽，本來用於榨油，以製作油画油彩；也有可能成為生質柴油的原料；树皮有树脂。辣木早已廣泛地使用在亞洲、非洲和美洲的熱帶和亞熱帶地區的傳統醫學中。

## 相關作品
《Morenga》是德国作家烏韋·提姆（Uwe Timm，1940年生于德国汉堡）的一部长篇历史小说，讲述有关非洲的德国殖民地——“德国西南非洲”（今天的纳米比亚）。Uwe Timm大学期间攻读的哲学、文学专业，获取文学博士头衔。曾在拉美和非洲工作过。长篇《Morenga》等使其在文坛一举成名。

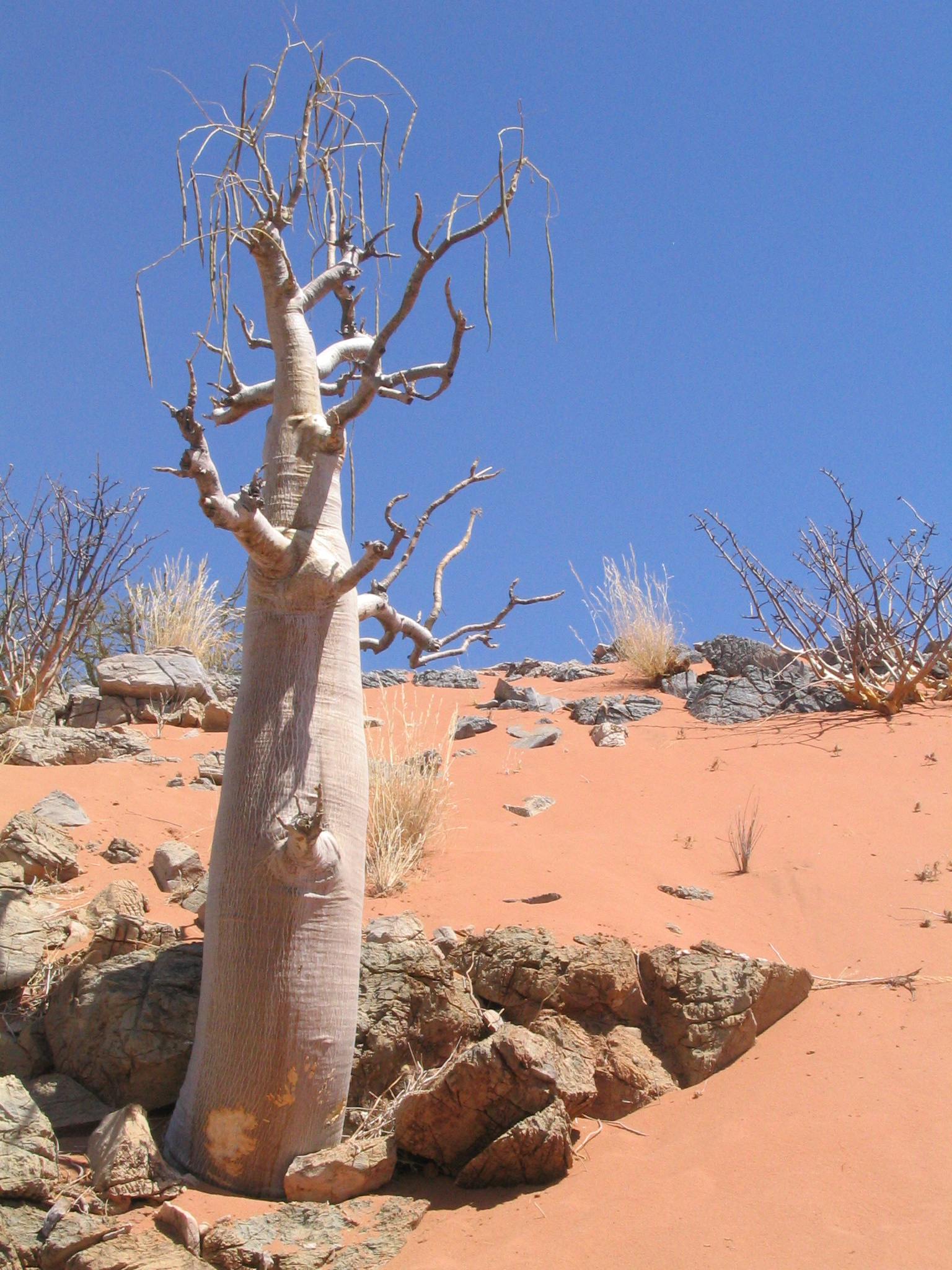
荒漠辣木 Moringa ovalifolia

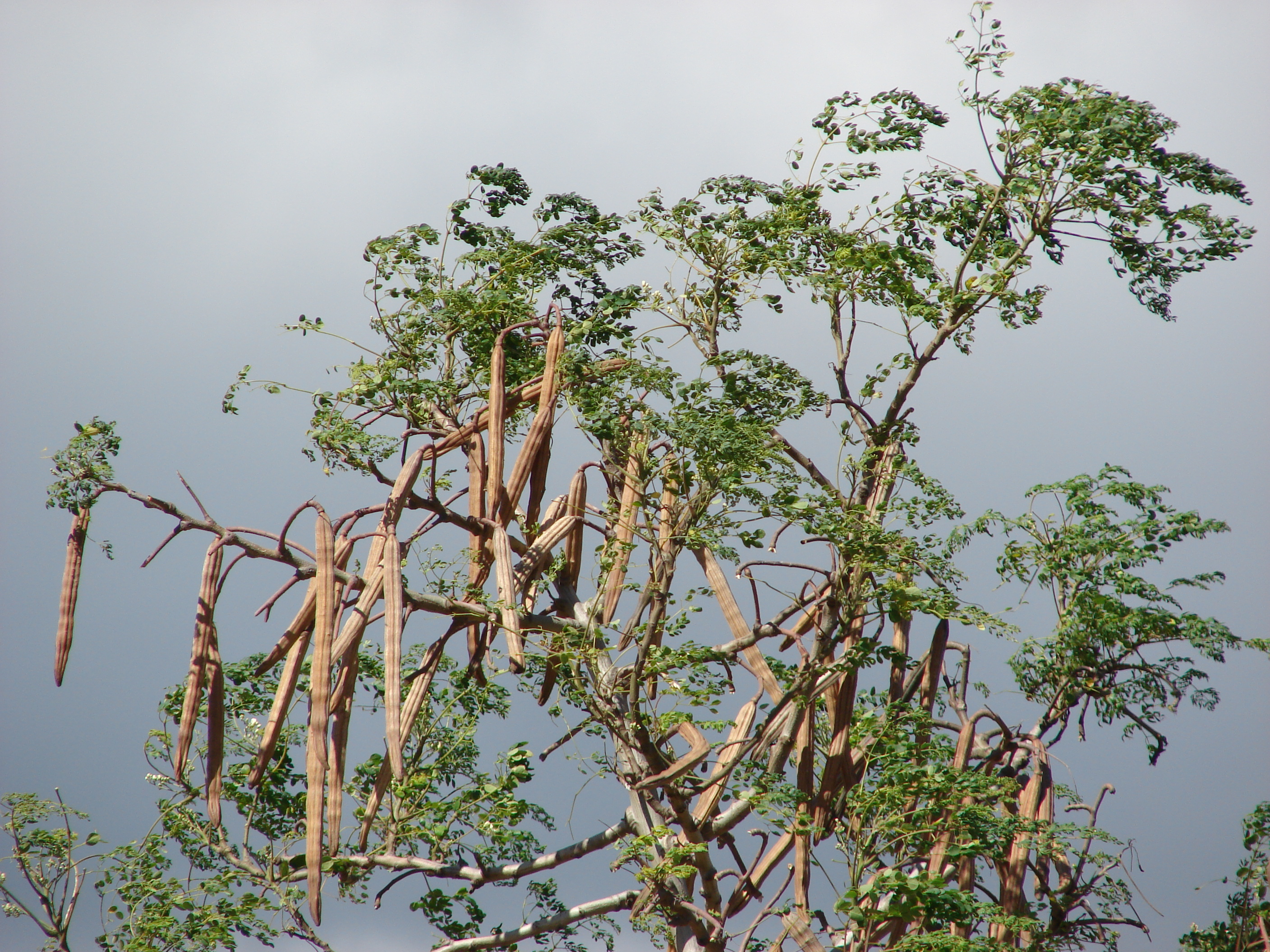
辣木（Moringa oleifera）的三裂蒴果，摄于毛伊島卡胡盧伊。